# 地獄犬座

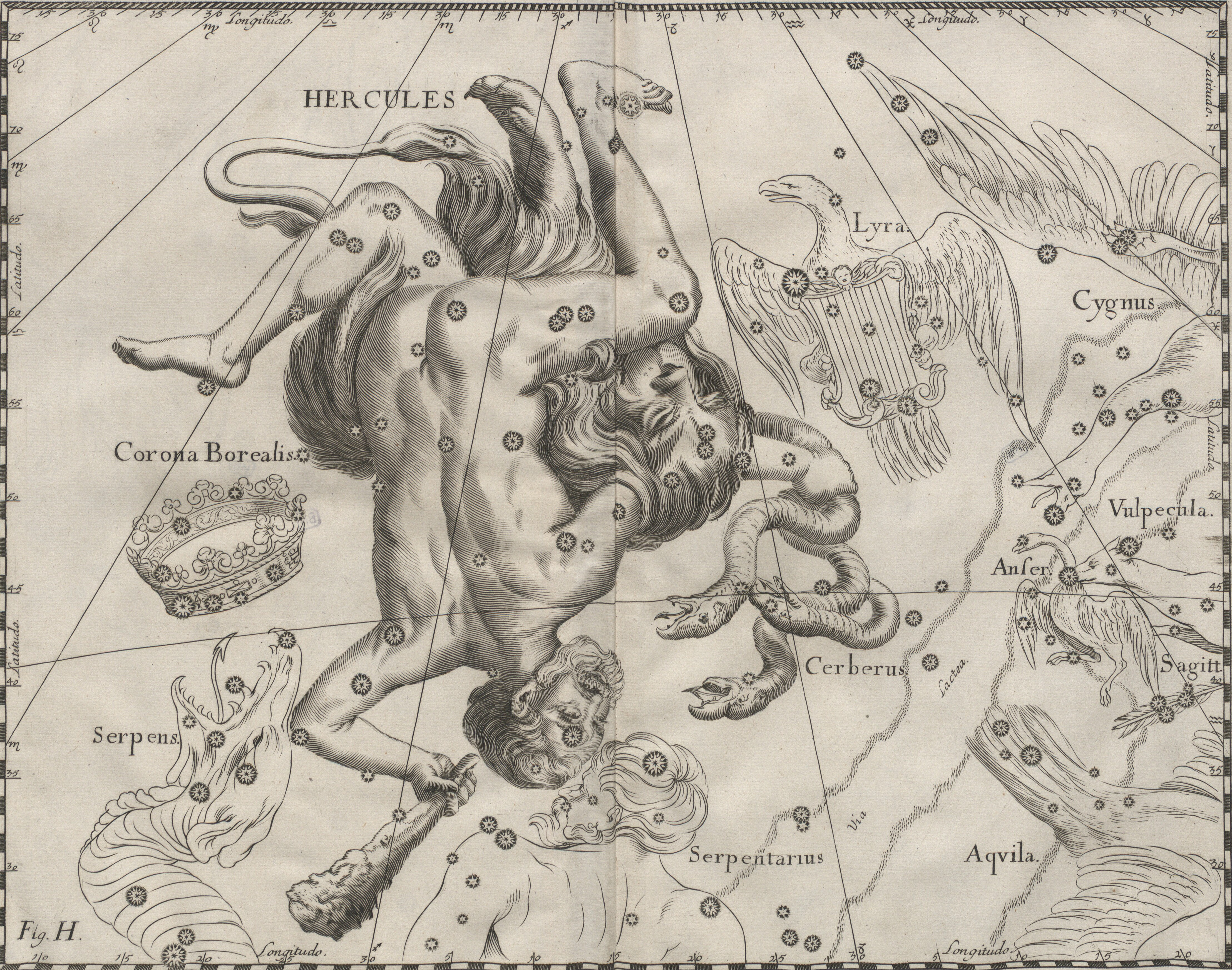
地獄犬座

地獄犬座(Cerberus)，是大約17世紀時由波蘭天文學家約翰·赫維留所命名的星座之一。位置大約在武仙座及天琴座之間，形象來自西方神話中負責看守冥界入口的三頭地獄犬。
根據傳說，地獄犬背後長著蛇的尾巴，而在星象圖中地獄犬的背後則長出了三頭蛇（另一說法指本星座的形象本來就是三頭蛇），被旁邊的海格力斯（即武仙座）以右手抓著，符合神話中海格力斯既曾殺掉九頭水蛇，又曾活捉地獄犬的故事。
約翰·塞納克斯 (John Senex) 在1721年的星圖中將地獄犬座與蘋果樹座（Ramus Pomifer）結合起來，創造了“Cerberus et Ramus”。
不過，在20世紀時，國際天文聯會正式落實八十八個星座的名單，當中地獄犬座就被剔除在名單之外，因而被取消。所以基本上，現在已經再沒有地獄犬座這個星座，它僅曾出現於歷史上而已。

## 外部連結
- Cerberus（页面存档备份，存于）
- Star Tales – Cerberus（页面存档备份，存于）